# شرع‌پسند
شرع‌پسند می‌تواند به افراد زیر اشاره کند:
- عبدالمجید شرع‌پسند، نماینده شهرستان کرج و اشتهارد در ادوار دوم و سوم مجلس شورای اسلامی
- مهدی شرع‌پسند، رزمنده و فرمانده نظامی ایرانی کشته‌شده در جنگ ایران و عراق و برادر عبدالمجید شهرپسند